# واترویت (نیویورک)
واترویت (به انگلیسی: Watervliet) شهری در شهرستان آلبانی ایالت نیویورک است که در سرشماری سال ۲۰۱۰ میلادی، ۱۰۲۰۷ نفر جمعیت داشته است. واترویت، به‌طور رسمی در تاریخ ۱۸۹۶ میلادی به‌عنوان یک شهر شناخته شد.